# Ahaetuliinae
Az Ahaetuliinae a pikkelyes hüllők (Squamata) rendjében a kígyók (Serpentes) alrendjébe sorolt siklófélék (Colubridae) egyik alcsaládja.

## Rendszerezésük
Az alcsaládot Figueroa, McKelvy, Grismer, Bell, és Lailvaux írták le 2016-ban, az alábbi nemek tartoznak ide:
- Ahaetulla (Link, 1807) – 8 faj
- Chrysopelea (Boie, 1826) – 5 faj
- Dendrelaphis (Boulenger, 1890) – 45 faj
- Dryophiops Boulenger, 1896 - 2 faj
  - Dryophiops philippina Boulenger, 1896
  - Dryophiops rubescens (Gray, 1835)
- Proahaetulla - 1 faj